# Resistenza iterativa
La resistenza iterativa è la resistenza vista in ingresso a una catena infinita di circuiti identici. È correlata al concetto di impedenza immagine usata nella progettazione dei filtri ma presenta una definizione più semplice e immediata. La catena infinita di resistori viene anche chiamata scala infinita di resistori in virtù della forma del circuito somigliante a una scala disposta orizzontalmente.

## Definizione

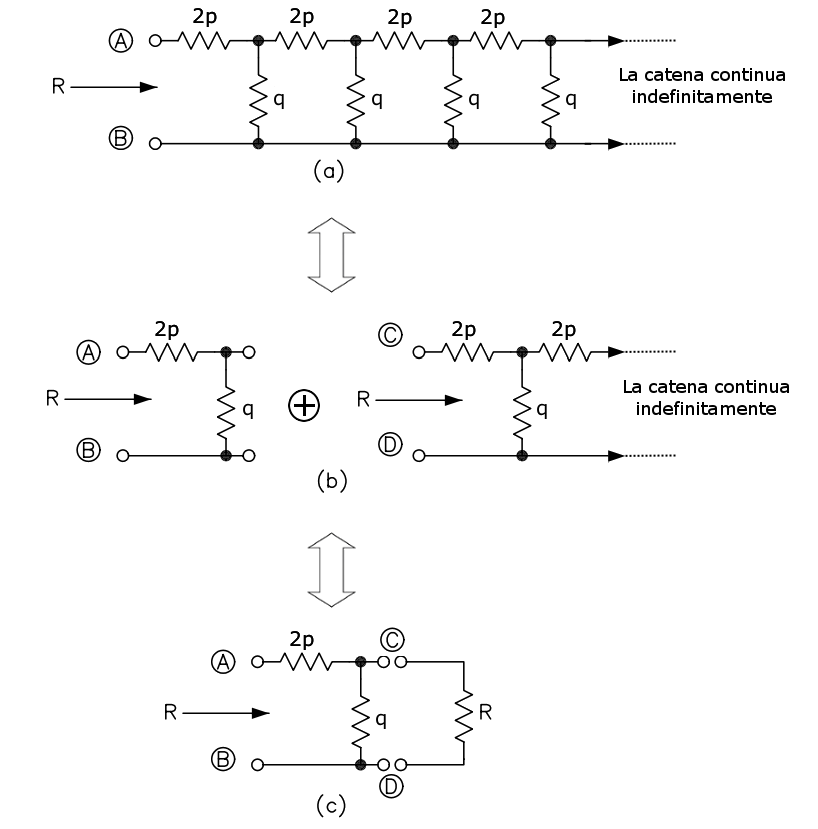
Determinazione del valore della resistenza iterativa in una catena infinita di resistori disposti come riportato in fig. (a)

La resistenza iterativa è la resistenza vista in ingresso a una delle due porte di un doppio bipolo quando l'altra porta sia connessa a una catena infinita di doppi bipoli identici al primo. In altri termini, la resistenza iterativa è quella resistenza che quando connessa alla porta 2 di un doppio bipolo uguaglia la resistenza vista in ingresso alla porta 1 (cfr. fig. (c)).

## Determinazione della resistenza iterativa
Vediamo come si ottiene il valore della resistenza iterativa R in ingresso alla catena e indicata in fig. (a).
Se si stacca il primo doppio bipolo della catena come evidenziato nella fig. (b), si nota che il resto della catena, essendo composto da infiniti doppi bipoli, è equivalente alla catena originaria di fig. (a): di conseguenza anche la catena di fig. (b) presenterà in ingresso una resistenza pari ad R. Sostituendo la catena di fig. (b) con la resistenza R ci si riconduce al circuito di fig. (c) per il quale vale la seguente equazione:
{\displaystyle R=2p+{{qR} \over {q+R}}}
Moltiplicando 1° e 2° membro per q+R e semplificando si ottiene
{\displaystyle R^{2}-2pR-2pq=0}
che risolta fornisce il valore della resistenza iterativa pari a
{\displaystyle R=p\pm {\sqrt {p^{2}+2pq}}}
L'unica soluzione ammissibile è quella con il segno positivo trattandosi di una resistenza che per sua natura non può assumere valori negativi:
{\displaystyle R=p+{\sqrt {p^{2}+2pq}}}
Nel caso particolare di resistenze tutte uguali e pari a q si ottiene:
{\displaystyle R={q \over 2}(1+{\sqrt {5}})}